# Виноделие на Кипре
Основной объём винограда на Кипре выращивается в районах городов Лимасол и Пафос, главным образом на склонах гор. Основные сорта винограда, выращиваемые на Кипре: красные — Мавро, Маратефтико, Кариньян; белые — Ксинистери (10% от общей площади виноградников), Совиньон Блан, Семильон, Мускат. На Кипре производятся сухие белые, розовые и красные вина, креплёные вина (мускаты, вина типа «малага», «херес», «портвейн»).
Одним из самых древних и известных кипрских вин считается Коммандария, получившая признание в разных странах мира.

## История виноделия на Кипре
История виноделия на Кипре насчитывает около 6000 лет. Доказательством этому служат археологические находки, сделанные на территории Кипра. Анализ содержимого сосудов для хранения вина, датируемых периодами неолита и халколита, даёт основания утверждать, что первое вино в Средиземноморье было изготовлено именно на Кипре. Средневековая история острова непосредственно связана со знаменитым кипрским вином Коммандария.
Первая промышленная винодельня была организована компанией ETKO в 1844 году. Затем были организованы компании KEO и SODAP, в 1943 году была создана компания LOEL. Эти компании, известные под именем «большая четвёрка», занимаются производством вина на Кипре в крупных промышленных масштабах. Вина под этими марками продаются в супермаркетах по всему острову, а также широко экспортируются за границу. Также есть вина, которые предназначены для продажи только на небольших винодельнях, существующих в винодельческих регионах Кипра. Это, как правило, семейный бизнес, который сохраняет и приумножает традиции кипрского виноделия.

## Основные регионы виноделия
До 2004 года все вина Кипра производились, как столовые вина. Вступление в Европейский Союз потребовало нового законодательства, которое бы позволило классифицировать вина, произведённые на острове. Были выделены 4 винодельческих региона для производства вин и введено понятие Controlled Appellation of Origin — «контролируемого происхождения», т.е.  вина с аттестованных виноградников с особыми географическими, климатическими, почвенными и др. характеристиками и производимые по определённым технологиям.
1. Akamas Laona - северо-западное побережье Кипра. Включает 6 деревень Drousia, Inia, Kathikas, Kritou Terra, Pano Arodes и Kato Arodes. В регионе разрешено производить, как белые, так и красные вина. Красное вино на 85% должно производится из одного из двух местных сортов винограда: либо  Маратефтико, либо Ofthalmo.  Белое вино на 85%  должно быть произведено из винограда сорта Ксинистери.
2. Vouni Panayias – Ambelitis - этот регион расположен на западе Кипра на высоте, превышающей 800м над уровнем моря. В него входят 6 деревень Ambelitis, Galataria, Kilinia and Panayia. В регионе разрешено производство белых и красных вин. 
Белое вино на 85% должно производится из винограда сорта Ксинистери. 
Основная составляющая красного вина должна быть:
  - Либо 85% одного из двух автохтонных (местных) сортов Маратефтико или Ofthalmo.
  - Либо минимум 60% местного сорта Мавро, дополненного более чем на 30% одним из иностранных сортов (Каберне Совиньон, Каберне Фран, Сира, Мерло и т.д.).
3. Pitsilia - В регион входят 32 деревни, расположенные на горных склонах Madari, Papoutsa и Maheras. В регионе разрешено производство белых и красных вин. 
Белое вино на 85% должно производится из винограда сорта Ксинистери. 
Основная составляющая красного вина должна быть:
  - Либо 85% одного из двух местных сортов Маратефтико или Ofthalmo.
  - Либо минимум 60% местного сорта Мавро, дополненного более чем на 30% одним из иностранных сортов.
4. The Wine Villages of Limassol - (винодельческие деревни Лимассола) - Регион включает в себя 20 деревень расположенных на южных склонах гор Троодоса. Делится на два субрегиона - Afames и Laona. Производство белого и красного вина основано на тех же сортах винограда, что и в регионе Pitsilia.

## Крупнейшие производители
Основу винодельческого производства составляют 4 крупных компании, которые контролируют около 75% виноградников острова.
- SODAp
- ETKO
- KEO
- LOEL

В последние годы стало появляться значительное количество малых "бутиковых" виноделен, таких как 
- Tsiakkas Wines
- Agroktima Ezousa
- G.Petrides Co. Ltd
- Hadjiantonas Winery
- Lambouri Wines

и другие.

## Культивируемые сорта винограда
Белые сорта:
- Ксинистери
- Паломино
- Мускат

Красные сорта:
- Мавро (Mavro)

Самый распространённый сорт винограда на Кипре. Занимает площадь порядка 5700 гектаров. Крупноплодный и высокоурожайный используется для производства очень простых столовых красных вин. Потенциал для производства вин высокого качества отсутствует.
- Кариньян

Активно культивировавшийся до начала 1990-х годов сорт, дающий крайне посредственные вина, но исключительно урожайный и неприхотливый. В настоящее время занимает порядка 900 гектаров. Постепенно замещается более перспективными сортами как и Мавро.
- Маратефтико (Maratheftiko)

Сложный в агротехнике аборигенный сорт винограда. Даёт насыщенные, ароматные вина. Занимает площадь около 120 гектаров.
- Матаро или Мурведр (Mourvedre)
- Офтальмо
- Каберне Совиньон
- Малага
- Шираз
- Гренаш
- Аликант Буше